# Peshastin (Washington)
Peshastin es un área no incorporada ubicado en el condado de Chelan en el estado estadounidense de Washington.

## Geografía
Peshastin se encuentra ubicado en las coordenadas 47°34′15″N 120°36′11″O / 47.57083, -120.60306.